# شانس كيلي
شانس كيلي (بالإنجليزية: Chance Kelly)‏ هو ممثل أمريكي، ولد في 1901. بدأ مشواره المهني سنة 1995.

## أعمال

### أفلام
- (2002) بعيدا عن الجنة[4][5][6]
- (2014) قناص أمريكي[7][8]

### مسلسلات
- ألفا هاوس

## وصلات خارجية
- شانس كيلي على موقع IMDb (الإنجليزية)
- شانس كيلي على موقع قاعدة بيانات الفيلم (الإنجليزية)